# Janko Rodin
Janko Rodin (Kaštel Lukšić, 17 Veljače 1900. – Zagreb, 14. Rujna 1974.) bio je hrvatski nogometaš i predsjednik Hajduka.

## Karijera
Rođen u Kaštel Lukšiću, tada Austro-Ugarska, igrao je beka, a ponekad i halfa u drugoj generaciji Hajduka. Nogomet je počeo igrati neposredno nakon Prvog Svjetskog Rata za Mladost iz Kaštela, a 1919. godine dolazi u Hajduk u kojem je proveo najveći dio karijere, s izuzetkom perioda kad je, kao carinik, zbog potrebe službe, živio u Beogradu i nastupao za BSK. U nekim njegovim životopisima navodi se i nedokumentirana tvrdnja da je kraće vrijeme provedeo u Čehoslovačkoj i igrao za Prašku Slaviju.  Za Hajduk je odigrao 251 utakmicu (od čega 62 službene) i postigao 35 zgoditaka (21 na službenim utakmicama).
Po okončanju igračke karijere (1931.)  ostao je aktivan u klubu, te 1939. postao predsjednik Hajduka. Predvodio je skupinu igrača i članova Hajduka koji su 23.Travnja 1944. partizanskim brodom "Topčider" iz okupiranog Splita pobjegli na oslobođeni Vis i obnovili Hajduk, kako bi nastupao kao momčad NOVJ. Bio je predsjednik Hajduka do 1945. Pod njegovim predsjedavanjem klupsko čelništvo je donijelo dvije povijesne odluke: 1941.godine odbijen je zahtjev talijanskog okupatora da Hajduk postane njihov klub,a 1945,odbio je biti vojni klub.
Umro je u Kaštel Lukšiću 13.Rujna 1974.
Statistika u Hajduku
| Natjecanje        | Nastupi | Zgoditci |
| ----------------- | ------- | -------- |
| Prvenstvo         | 29      | 0        |
| Kup               | 7       | 0        |
| Superkup          | 0       | 0        |
| Međunarodne       | 2       | 0        |
| Splitski podsavez | 24      | 21       |
| Ukupno            | 62      | 21       |
| Prijateljske      | 189     | 14       |
| Sveukupno         | 251     | 35       |

## Reprezentacija
Odigrao je 4 utakmice za reprezentaciju Jugoslavije, 3 kao član Hajduka tijekom 1924. i jednu kao član BSK-a 1926., Prvu utakmicu odigrao je 10.veljače 1924. u Zagrebu protiv Austrije (1:4), čime je, skupa s Mihom Borovčićem-Kurirom, postao prvi Hajdukov reprezentativac (sve dotle, za reprezentaciju Kraljevine SHS bili su pozivani isključivo igrači iz Zagreba i Beograda). Bio je u sastavu reprezentacije Jugoslavije na Olimpijskim Igrama 1924.

## Uspjesi
Hajduk
- Prvenstvo Jugoslavije u nogometu: 1929.